# Guatteria foliosa
Guatteria foliosa é uma espécie de magnólia. Foi descrito pela primeira vez por George Bentham. Guatteria foliosa pertence ao gênero Guatteria, e família Annonaceae.
Este tipo de planta pode ser encontrado em:
- Bolívia

Não existe esse tipo listado.